# ديفيد روزين (رسام)
ديفيد روزين (بالإنجليزية: David Rosen)‏ هو مصمم جرافيك ورسام جنوب أفريقي، ولد في 26 نوفمبر 1959، وتوفي في 3 مارس 2014.